# Castillo Garleton
El castillo de Garleton es un castillo con patio datado del siglo XVI, ubicado a unos 2,4 km al norte de Haddington, justo al norte de las colinas de Garleton en East Lothian (Escocia).

## Estructura
El castillo de Garleton estuvo formado por tres bloques dentro de una muralla, pero la torre principal en forma de L, que tenía dos alas, está en su mayor parte demolida. Mientras que el segundo bloque se ha convertido en una casa de campo, el tercer bloque rectangular sigue casi completo. Este bloque tiene dos plantas y una buhardilla con frontones en forma de cuerva. Otras características son la torre redonda de la escalera y las cañoneras que perforan los muros. El castillo está construido con escombros y se conserva una parte de la muralla y una torre redonda.
El interior, muy modificado, incluye una cocina abovedada, dotada de una chimenea de arco ancho, y otra sala con una chimenea con dosel. Los restos del castillo están protegidos como edificio catalogado de categoría B y como Monumento Antiguo Catalogado.

## Historia
El castillo de Garleton perteneció a la familia Lindsay. Posteriormente, pasó a manos de los Towers de Innerleithen, quienes lo vendieron a los Seton. Sir John Seton de Garleton recibió la propiedad de su padre George Seton, tercer conde de Winton. En 1885 se podía describir como una ruina fragmentaria.

## Tradición
Se dice que el edificio estuvo embrujado por la aparición de un hombre en una etapa, mientras que se dice que se escuchó el sonido de pasos pesados. Es posible que David Lindsay, que escribió Ane Pleasant Satyre of the Thrie Estaitis, haya nacido en un edificio anterior en este sitio, en 1486.